# Rock Myself to Sleep
«Rock Myself to Sleep» —en español: «Rockear hasta quedarme dormido»— es una canción de rock interpretada por la banda canadiense April Wine.  Fue escrita por Kimberly Rew y Vince De La Cruz, miembros de la agrupación británica de rock Katrina and the Waves. Aparece originalmente en el álbum Walking Through Fire, publicado en 1985 por Aquarius Records y Capitol Records en Canadá y el resto del mundo respectivamente.

## Publicación y recepción
Este tema fue publicado como el primer sencillo del disco Walking Through Fire, esto en 1985.  Fue producido por Myles Goodwyn y Lance Quinn. En el lado B del vinilo se enlistó la melodía «All It Will Ever Be» —traducido del inglés: «Todo lo que será»—, compuesta por Myles Goodwyn.
A pesar de la promoción que se le realizó a este sencillo, así como al álbum en general, no consiguió entrar en los listados de popularidad, tanto en Canadá como en los EUA.

## Edición promocional
Aparte del sencillo comercial, existe una versión de promoción de «Rock Myself to Sleep», lanzada en el mismo año que el primero.  Dicha versión de etiqueta negra no estaba a la venta y contenía la misma pista en ambas caras del vinilo.

## Lista de canciones

### Edición comercial
| Lado A |                        |                                 |          |  |
| N.º    | Título                 | Escritor(es)                    | Duración |  |
| 1.     | «Rock Myself to Sleep» | Kimberly Rew / Vince De La Cruz | 3:16     |  |

| Lado B |                       |               |          |  |
| N.º    | Título                | Escritor(es)  | Duración |  |
| 2.     | «All It Will Ever Be» | Myles Goodwyn | 4:39     |  |

### Versión promocional
| Lado A |                        |                  |          |  |
| N.º    | Título                 | Escritor(es)     | Duración |  |
| 1.     | «Rock Myself to Sleep» | Rew / De La Cruz | 3:16     |  |

| Lado B |                        |                  |          |  |
| N.º    | Título                 | Escritor(es)     | Duración |  |
| 2.     | «Rock Myself to Sleep» | Rew / De La Cruz | 3:16     |  |

## Créditos
- Myles Goodwyn — voz principal, guitarra y teclados
- Brian Greenway — guitarra y coros
- Jean Pellerin — bajo
- Daniel Barbe — teclados
- Marty Simon — batería